# Mabinay
Mabinay és un municipi de la província de Negros Oriental, a la regió filipina de les Visayas Centrals. Segons les dades del cens de l'any 2007 té una població de 70.548 habitants distribuïts en una superfície de 319,44 km².

## Divisió administrativa
Mabinay està políticament subdividit en 32 barangays.
| - Abis - Arebasore - Bagtic - Banban - Barras - Bato - Bugnay - Bulibulihan - Bulwang - Campanun-an - Canggohob | - Cansal-ing - Dagbasan - Dahile - Himocdongon - Hagtu - Inapoy - Lamdas - Lumbangan - Luyang - Manlingay - Mayaposi | - Napasu-an - New Namangka - Old Namangka - Pandanon - Paniabonan - Pantao - Poblacion - Samac - Tadlong - Tarâ |